# 克拉斯內 (盧漢斯克區)
48°22′22″N 39°30′8″E / 48.37278°N 39.50222°E
克拉斯内（烏克蘭語：Красне）是位於烏克蘭東部的村莊，由盧甘斯克州卢甘斯克区的青年近衛軍村市鎮負責管轄。該村始建於1720年，面積3平方公里，海拔高度75米，2001年人口516，人口密度每平方公里171.9人。